# Конвенція про режим судноплавства на Дунаї
Конвенція про режим судноплавства на Дунаї — міжнародно-правовий документ, підписаний 18 серпня 1948 у м. Белграді (Югославія) придунайськими державами (Болгарія, Румунія, СРСР, Угорщина, Україна, Чехословаччина і Югославія). Конвенція, що набула чинності з 11 травня 1949 року, встановлювала статус судноплавної частини Дунаю, як міжнародної європейської магістралі для громадян і товарів усіх держав на основі рівності щодо портових і навігаційних зборів і інших умов торгового судноплавства. У 1960 році до Конвенції приєдналася Австрія, 1998 — ФРН.